# 草木灰

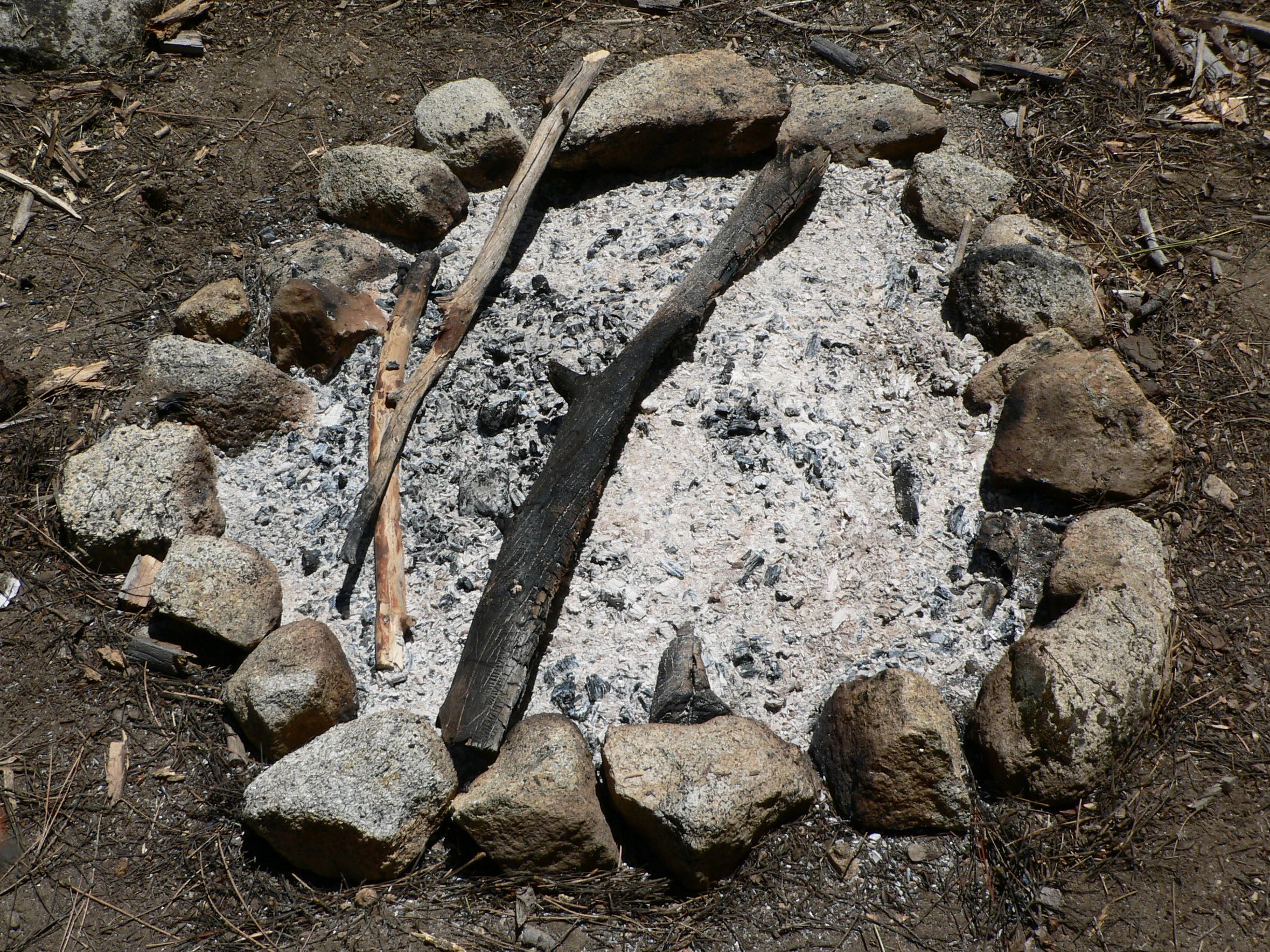
木の灰

草木灰（そうもくばい）とは、草や木を燃焼させた後の灰である。カリウム（草木灰には炭酸カリウムが多く含まれる。）と石灰分を含む肥料になる。水溶性のカリウムが多く即効性がある。
肥料成分は灰にした植物により異なり、木灰ではカリウム7%、石灰分20%程度、ワラ灰ではカリ6%、石灰分2%程度である。落葉、枯草、ワラなどを燃焼させれば自給できるが市販品もある。
強いアルカリ性なので使い過ぎによる土壌のアルカリ化に注意を要する。また、硫安、過リン酸石灰など草木灰と混用できない肥料もあるので、混用する前に各肥料のラベルや説明を確認すべきである。
日本では鎌倉時代より使用されている。